# Веселовское сельское поселение (Успенский район)
Веселовское сельское поселение — муниципальное образование в Успенском районе Краснодарского края России.
В рамках административно-территориального устройства Краснодарского края ему соответствует Веселовский сельский округ.
Административный центр — хутор Весёлый.

## Население
| 2002  | 2010  | 2012  | 2013  | 2014  | 2015  | 2016  |
| ----- | ----- | ----- | ----- | ----- | ----- | ----- |
| 1497  | ↘1462 | ↘1456 | ↘1447 | ↗1452 | ↘1438 | ↗1443 |
| 2017  | 2018  | 2019  | 2020  | 2021  | 2023  |       |
| ↘1431 | ↘1411 | ↘1385 | ↘1365 | ↘1275 | ↘1253 |       |

## Населённые пункты
В состав сельского поселения (сельского округа) входят 4 населённых пункта:
| № | Населённый пункт | Тип населённого пункта | Население (чел.) |
| - | ---------------- | ---------------------- | ---------------- |
| 1 | Весёлый          | хутор                  | ↗1271            |
| 2 | Лесной           | посёлок                | ↗42              |
| 3 | Приозёрный       | хутор                  | ↘19              |
| 4 | Серединский      | хутор                  | ↘130             |